# Kiliansroda
Kiliansroda ist eine Gemeinde im Süden des Landkreises Weimarer Land und Teil der Verwaltungsgemeinschaft Mellingen in Thüringen.

## Lage
Der Ort liegt südlich der Bundesautobahn 4 bei Mellingen und am Nordrand der Wälder um Buchfart. Die Böden sind aus Muschelkalkverwitterungsgestein gebildet worden.

## Geschichte

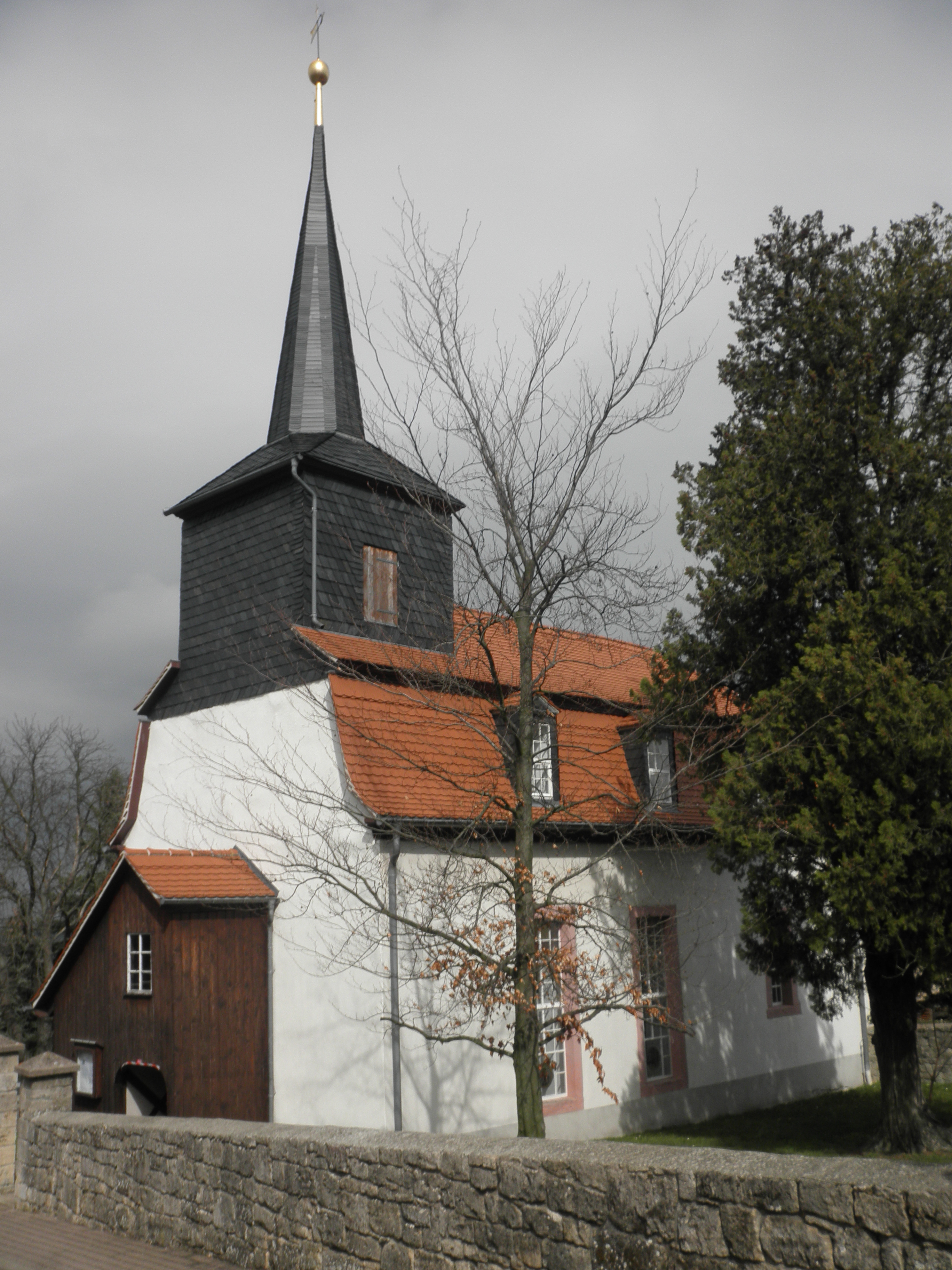
Dorfkirche Kiliansroda

Der Rodungsort wird erstmals 1441 als Kiligesrode genannt. 1719 wurde das Gut von der Gräfin Anna Elisabeth von Gleichen und Hatzfeld und dem Grafen Franziskus Lotharius an Hans Georg Becker und dessen Bruder Hans Heinrich Becker verkauft. 1923 war Elise Becker Besitzerin des 145,5 ha umfassenden Rittergutes. Dieses wurde 1945 entschädigungslos enteignet.
Ab Anfang des 19. Jahrhunderts war der Ort Teil des Großherzogtums Sachsen-Weimar-Eisenach, ab 1920 des Freistaats Thüringen. Er wurde im April 1945 von US-Truppen und ab Juli 1945 von der Roten Armee besetzt und so Teil der sowjetischen Besatzungszone und des neuen Landes Thüringen, ab 1949 der Deutschen Demokratischen Republik, ab 1952 im Bezirk Erfurt und seit 1990 gehört der Ort zum neu gegründeten Bundesland, dem Freistaat Thüringen.

## Sehenswürdigkeiten
- Dorfkirche Kiliansroda, Ursprung in der 2. Hälfte des 10. Jahrhunderts, mit Kirchhof
- Carolinenturm (Aussichtsturm) auf dem Berg Kötsch (497 m ü. NN): Der Carolinenturm ist mit zwei benachbarten Aussichtstürmen – dem Paulinenturm und dem Hainturm bei Ehringsdorf – über den 26 Kilometer langen Thüringer Drei-Türme-Weg verbunden.[3]
- frühgeschichtliche Fluchtburg auf dem Kötsch

## Wirtschaft und Infrastruktur

### Wirtschaft
Im Direktvermarkter-Hofladen der Familie Hoffmann werden Fleischprodukte von auf dem Hof aufgezogenen Schweinen und Bullen sowie Wildfleisch angeboten. Futtermittel zur Aufzucht der Tiere werden auf dem hofeigenen 400 Hektar großen Ackerflächen unterhalb des Kaitsch angebaut. Die Kunden kommen überwiegend aus Weimar und Erfurt.

### Wasser und Abwasser
Die Gemeinde hat die Aufgabe der Trinkwasserversorgung auf den Wasserversorgungszweckverband Weimar übertragen.
Durch Auflösung des Abwasserzweckverbandes Mellingen trat Kiliansroda zum 1. Januar 2024 dem Abwasserzweckverband Apolda bei. Bis zum Jahr 2020 wurde ein Kanalisationsnetz im Ort errichtet, um die bisherige Abwasserentsorgung über private Kleinkläranlagen auf eine zentrale Abwasserbehandlung in der Kläranlage Oettern umstellen zu können.